# Richard A. Cohen
Richard A. Cohen (1952) es un escritor, conferencista y expsicoterapeuta estadounidense. Es el fundador y antiguo director ejecutivo de la «Fundación Internacional de Curación», en donde organiza seminarios y charlas basados en sus teorías para cambiar la orientación sexual de personas homosexuales y bisexuales que no desean serlo. Cohen, que vivió como una persona abiertamente homosexual en su juventud, fue sometido a diversas terapias que —según sus propias palabras— le ayudaron a abandonar su tendencia homosexual y a emprender una transición hacia la heterosexualidad. En 2002 fue expulsado de forma vitalicia de la American Counseling Association al ser acusado de violar su código ético y profesional.

## Biografía
Ha sido de los referentes junto con Nicolosi de la teoría reparativos. Cohen describe su infancia como problemática en su juventud. Mientras asistía a la Universidad de Boston,  donde según describe él mismo, permaneció célibe durante un largo periodo de tiempo.
En 1982, se casó con Jae Sook, una mujer surcoreana con la que el líder del grupo religioso, Sun Myung Moon, le había indicado. Cohen declaró que, durante los tres primeros años de su matrimonio, se estuvo sometiendo a psicoterapia, aunque sin el resultado que él esperaba, por lo que acabó teniendo una relación afectiva con un chico en Nueva York a expensas de su matrimonio durante dos años. Cohen describe ese periodo de su vida como «un periodo de agitación que lo llevó a perseguir su pasado». Actualmente vive en Washington D. C. con su esposa, con la cual tiene tres hijos.

## Ideas acerca de la orientación sexual
Cohen reconoció haber sufrido abusos sexuales repetidamente por parte de su tío durante su niñez. Cohen aseguraba en su libro que el sobrellevar el daño psicológico provocado por los abusos y otros factores le permitió revertir su orientación sexual a su «heterosexualidad natural».
En 2001, en su libro "Coming Out Straight", señala como causas de la conducta homosexual la mezcla de varios factores del entorno social de la persona durante su infancia como son la falta de cariño entre padre e hijo o entre madre e hija, el significado de la homosexualidad sería una combinación de la necesidad de amor paternal. Sus opiniones fueron refutadas Joint Coalition of Health Organizations: «Organizaciones de salud y salud mental no apoyan los esfuerzos de cambiar la orientación sexual de personas jóvenes a través de “terapia reparativa” y han mostrado serias preocupaciones sobre su potencial de ineficacia ».
- American Psychological Association: «Hasta la fecha, ninguna investigación científicamente adecuada ha mostrado que la terapia enfocada a cambiar la orientación sexual (...) sea totalmente efectiva. Es más, parece probable que la promoción de ciertas terapias de cambio afectan a estereotipos y contribuye a un clima confuso para las personas lesbianas, gai y bisexuales.»)[6]

En el libro, describe en qué consisten algunas de las terapias que plantea, como por ejemplo el contacto físico de la persona homosexual con personas de su mismo sexo al mismo tiempo que esta le proporciona ánimos con el fin de establecer una relación afectiva «no sexual» entre el sujeto y otras personas de su mismo sexo.	
En 2002 Cohen fue expulsado definitivamente de la American Psychological Association, después de ser acusado de seis violaciónes de su código de ética, que prohíbe a los miembros acciones que "buscan satisfacer sus necesidades personales a expensas de los clientes, los que abusan de la confianza y de la dependencia de los clientes, también para solicitar testimonios o la promoción de productos de una manera engañosa."

## Carrera
Richard Cohen es conocido por haber escrito libros, dado conferencias y talleres conocidos como "Terapia de reorientación sexual", basándose en la premisa de que la homosexualidad es un comportamiento que no es inherente a la persona, sino adquirido por factores ambientales durante la infancia, y que por tanto puede ser modificado. En 2017 fue denunciado por fraude por las autoridades de México
Las terapias de reordenación sexual han sido reprobadas por instituciones como la Asociación de Psicólogos de Estados Unidos. "Estas charlas provocan, además de daños emocionales y psicológicos, grandes probabilidades de depresión y tendencias suicidas. Todas las evidencias científicas actuales indican que la orientación sexual no se puede cambiar", asegura la organización.

### Fundación Internacional de curación
En 1990 fundó y presidió la «Fundación Internacional de Curación» (International Healing Foundation) a través de la cual ha organizado numerosas conferencias, talleres y terapias con el fin de que personas homosexuales y bisexuales disconformes puedan llegar a cambiar su orientación sexual por la heterosexualidad. No posee licencia de terapeuta, por lo que no puede ejercer tal labor profesional de forma remunerada, por lo que Cohen en su lugar anima a los inscritos en sus talleres a realizar donaciones a su fundación.

### Expulsión de la American Counseling Association
En el año 2002, Cohen fue expulsado de por vida de la American Counseling Association, acusado de violar hasta seis puntos de su código ético profesional, en el cual se prohíbe a sus miembros «tratar de satisfacer sus necesidades personales a expensas de los clientes, aprovecharse de la confianza y la dependencia emocional de los clientes para solicitar testimonios o la promoción de productos de una manera engañosa.» Cohen decidió no apelar esta decisión y acusó a la ACA de parcialidad en su dictamen.[cita requerida]

### Apariciones en los medios
Desde 2006, Cohen comenzó a protagonizar numerosas apariciones en los medios de comunicación estadounidenses. concedido numerosas entrevistas a periódicos, programas de radio y televisión y ha dado charlas por varios países del mundo.

## Críticas a sus teorías
Las terapias de reordenación sexual de Cohen han sido en varias ocasiones reprobadas y duramente criticadas por asociaciones de médicos, psiquiatras y psicólogos. En 2014, la Asociación Americana de Psicología aseguró: «Estas charlas provocan, además de daños emocionales y psicológicos, grandes probabilidades de depresión y tendencias suicidas. Todas las evidencias científicas actuales indican que la orientación sexual no se puede cambiar».
En un sentido similar se pronunció el Colegio Oficial de Psicólogos de Madrid, asegurando que «la homosexualidad no es un trastorno psicológico, por lo que no está justificada una intervención de tipo psicológico. No existe evidencia científica que avale que se pueda cambiar de orientación sexual, además de los posibles efectos secundarios que conlleva este tipo de terapias (daños emocionales y psicológicos, grandes probabilidades de depresión y tendencias suicidas).»
En 2011, Cohen publicó en España la traducción de su libro «Comprender y sanar la homosexualidad», que produjo un fuerte revuelo social. En consecuencia, varias cadenas de librerías, entre ellas El Corte Inglés, decidieron retirar la venta del citado libro ante las protestas.
El 12 de febrero de 2014, Richard Cohen tenía planeado asistir a una conferencia para "curar" la homosexualidad en el Colegio Labastida, en Monterrey, México. La presencia de Cohen en dicho acto levantó numerosas protestas en el centro y en las redes sociales, por lo cual finalmente el centro decidió suspender la charla.
A principios de 2012, uno de los psiquiatras en el que se basa Cohen en su libro, Robert Spitzer, se retractó y pidió perdón a la comunidad LGBT por sus estudios anteriores.
Algo similar sucedió en Madrid (España) en junio de 2014. Cohen tenía previsto dar durante tres días una conferencia sobre cómo aprender a sanar la homosexualidad en un hotel situado en el centro de la ciudad. Finalmente, la cadena hotelera responsable de albergar dicho evento decidió suspenderlo y no permitir que Cohen diese su conferencia. En un comunicado de prensa, la cadena de hoteles afirmó: «Lamentamos la confusión que este hecho haya podido ocasionar. En nuestra compañía respetamos por encima de todo a las personas, sea cual sea su condición sexual. Por ello, el hotel canceló de inmediato la reserva de este evento tan pronto conocimos la naturaleza y contenido del mismo.»

## Libros
- Cohen, R. Alfie's Home (1993) ISBN 0-9637058-0-6, auto publicación.
- Cohen, R. Coming Out Straight (2001) ISBN 1-886939-41-1, Oakhill Press, equity publisher.
- Cohen, R. Gay Children, Straight Parents: A Plan for Family Healing (2007) ISBN 978-0-8308-3437-2, Inter-Varsity Press.
- Cohen, R. Understanding and Healing Homosexuality (2004).